# Oldehove
Oldehove és una torre d'església inacabada al centre de la població de Leeuwarden (Països Baixos). Durant la construcció l'edifici va començar a caure, motiu pel qual el projecte es va aturar entre 1532 i 1533 i finalment l'església es va demolir entre 1595 i 1596, deixant únicament la torre. Actualment està més inclinada que la Torre de Pisa.